# Весеннее наступление (1918)
Весеннее наступление (Операция «Кайзершлахт», нем. Kaiserschlacht — «Битва императора») — последнее наступление германской армии на Западном фронте Первой мировой войны, предпринятое под командованием Эриха Людендорфа 21 марта — 18 июля 1918 года. Целью наступления было прорвать линию обороны сил Антанты до прибытия в Европу войск США.
В ходе наступления было проведено четыре последовательных операции, известных под названиями «Михаэль», «Жоржетта», «Блюхер-Йорк» и «Гнейзенау». Самой масштабной стала операция «Михаэль», имевшая целью окружение и уничтожение британских войск, в результате чего оборона на участке фронта между Соммой и проливом Ла-Манш должна была рухнуть, что позволило бы немецким войскам вторгнуться на территорию Франции, избежав при этом встречи с основной частью французских войск. После этого немецкие войска должны были занять территорию на севере Франции, отрезав Францию от Ла-Манша и принудить Францию к подписанию мира.
Наступление завершилось формальным успехом немцев, но конечная цель вследствие проблем со снабжением, отсутствием резервов и сопротивлением союзных войск достигнута не была. Союзники же уже в августе предприняли ответное Стодневное наступление при поддержке американских войск, завершившееся принуждением Германии к мирным переговорам.

## Подготовка к операции

### Стратегия
После трёх лет боёв Германская империя не смогла добиться победы, при этом огромное напряжение экономики, миллионные потери и всё возрастающее превосходство союзных войск поставили немецкое руководство перед фактом, что с каждым днём шансы на победу в войне уменьшаются. Людендорф в частном порядке признал, что Германия больше не может выиграть войну на истощение, однако никто из высшего руководства Германии не был готов отказаться от завоеваний на востоке и западе, поэтому немецкое Верховное командование, с 1916 года возглавлявшееся Паулем фон Гинденбургом и Эрихом Людендорфом, стремилось найти выход из ситуации. С начала 1917 года германская армия на Западном фронте перешла к стратегической обороне. В ходе операции «Альберих» (февраль—март 1917 года) немцы отступили к заранее подготовленной оборонительной линии Гинденбурга. Во второй половине 1917 года союзники предприняли несколько крупных операций во Фландрии, стремясь прорвать немецкую линию фронта. Хотя немецкая армия отбила все атаки, высокие потери и сила ударов франко-английских войск привели Верховное командование к выводу, что долго немецкая армия подобные атаки не выдержит.
Людендорф в своей книге «Ведение войны и политика» писал:
Германия вынуждена была в 1918 году наступать... Наступление соответствовало военному и политическому положению и желанию армии, которая боялась изматывающих и изнуряющих оборонительных сражений и не была в состоянии их переносить, как переносила их, например, в 1915 году... Четверному союзу не хватало продовольствия... Чисто выжидательная тактика ведения войны была поэтому по продовольственным соображениям совершенно исключена.
Уже в ноябре 1917 года под руководством Людендорфа началось планирование решительного наступления немецких вооружённых сил на Западном фронте. Главной операцией планировалась операция «Михаэль», остальные носили вспомогательный или промежуточный характер. Ближайшей целью наступления был прорыв линии фронта союзников и сворачивание с юга фланга британской армии, после чего британская армия оказывалась прижатой к Ла-Маншу и легко уничтожалась. Конечной целью наступления был захват портов на Ла-Манше и блокирование связей Франции с союзниками. Получившаяся бы в результате наступления немецких войск ситуация позволила бы руководству Германской империи инициировать переговоры о мире и при этом вести их с позиции силы. Несмотря на дефицит материалов и нехватку людей, которые всё больше и больше испытывала Германия, ситуация на Восточном фронте, выход России из войны и подписание Брестского мира позволили немцам перебросить часть войск и снаряжения на Западный фронт и обеспечить локальное превосходство в силах.

### Тактика
С целью выйти из позиционного тупика и прорвать вражескую линию обороны, немецкая армия применила ряд инноваций на тактическом уровне. Наиболее опытные солдаты были сконцентрированы в штурмовых отрядах (нем. stoßtruppen), использовавших тактику инфильтрации, которая была значительно улучшена и детализированна генералом Оскаром фон Гутьером. Эти отряды захватывали и блокировали важные узлы вражеских укреплений, при возможности проникая в тыл, где атаковали штабы, артиллерийские подразделения и склады снабжения, стараясь быстро захватить территорию. Из таких отрядов было сформировано несколько полных дивизий. Эта тактика давала немецкой армии значительное преимущество при прорыве обороны, но имела и ряд недостатков. Так, в ходе атаки лучшие части немецкой армии несли непропорционально большие потери, при этом качество других подразделений сильно уменьшилось, так как лучшие части были направлены на формирование штурмовых отрядов. Кроме того, следующая за штурмовыми отрядами пехота часто совершала атаки традиционным способом и несла большие потери. Также немцы оставили большую часть своей кавалерии на Восточном фронте, что вынуждало пехоту, в случае успеха прорыва вражеских укреплений, поддерживать высокий и изнурительный для неё темп наступления.
Для осуществления первоначального прорыва полковником Георгом Брухмюллером была разработана система организации централизованного управления артиллерийскими массами «Огневой вал» нем. Feuerwalze. Артиллерийский огонь перед началом наступления делился на три этапа: 1) огонь по центрам командования и связи; 2) подавление артиллерии; 3) огонь по пехоте противника на линии фронта. Артиллерийская подготовка планировалась короткой, чтобы не дать противнику время на реагирование. Координация войск должна была осуществляться не штабом, а офицерами на линии фронта, что повышало гибкость и эффективность огня. Также эффективность стрельбы на поражение повышалась массовым применением химических снарядов. С началом атаки пехоты устанавливался огневой вал, который должен был парализовать противника, загнать его в укрытия и позволить пехоте застать врага в его укреплениях. Все дивизии, предназначенные для наступления, с начала 1918 года были отведены в тыл и в соответствии с новыми инструкциями прошли трёхнедельную подготовку. Основными задачами были отработка способов движения за огневым валом; преодоление препятствий на поле боя; изучение приёмов борьбы с танками противника; взаимодействие с авиацией и артиллерией; сопровождение пехоты инженерными войсками и частями связи.

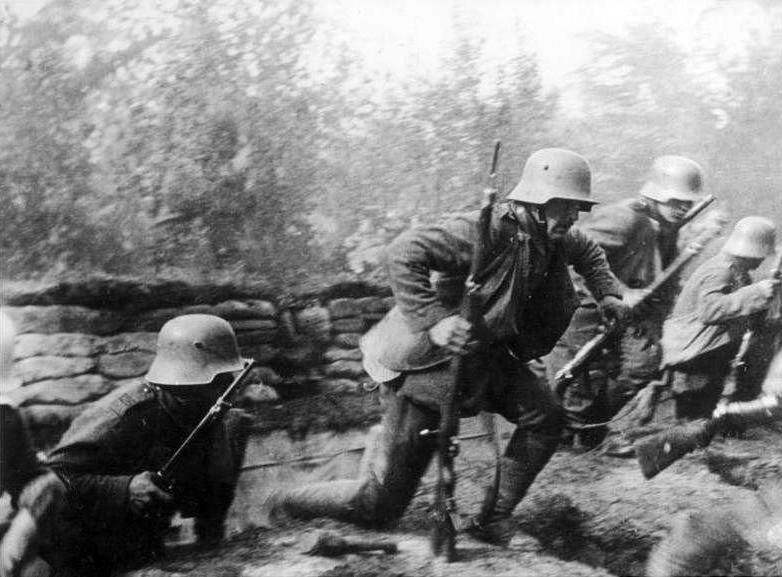
Германская штурмовая группа, поднявшаяся в атаку, 1917—1918

На основе обобщения опыта боевых действий 1916—1917 годов 26 января 1918 года была издана инструкция «Наступление в позиционной войне». Она дополнялась рядом других инструкций и наставлений, определявших действия различных родов войск и их взаимодействие. Основные положения инструкций сводились к идее прорвать на широком фронте систему обороны противника с целью перейти от позиционной войны к манёвренной. Прорыв планировались осуществить сосредоточением на широком фронте мощных сил и средств и достигнуть методичностью подготовки, внезапностью, быстротой, силой ударов и большой глубиной проникновения в оборону противника. Внезапность обеспечивается скрытностью всей подготовки и короткой (2-4 часа) артиллерийской подготовкой, основанной на отказе от разрушения укреплений противника и на нейтрализации его пехоты и артиллерии массовым применением химических снарядов. Сила первого удара, обеспеченного поддержкой мощной массы артиллерии (до 100 орудий на 1 км фронта) и миномётов, должна была ошеломить и деморализовать противника.
Наступление, особенно во время второго периода боя, предполагало предоставление широкой инициативы командирам. При прорыве в целях сохранения темпа наступления рекомендовалось избегать лобовых атак очагов сопротивления, а обходить их с флангов и тыла. Впереди следовали штурмовые отряды и саперы. Дивизии первого эшелона получили указание вести наступательный бой до полного истощения своих сил (ранее дивизии сменяли, стремясь избежать их полного истощения). Осуществление этого принципа в ходе наступления привело к наращиванию силы удара в первые дни боёв, однако результатом этого стали большие потери и утрата многими дивизиями своей боеспособности.

## Ход операции

### Операция «Михаэль» (21 марта — 5 апреля)

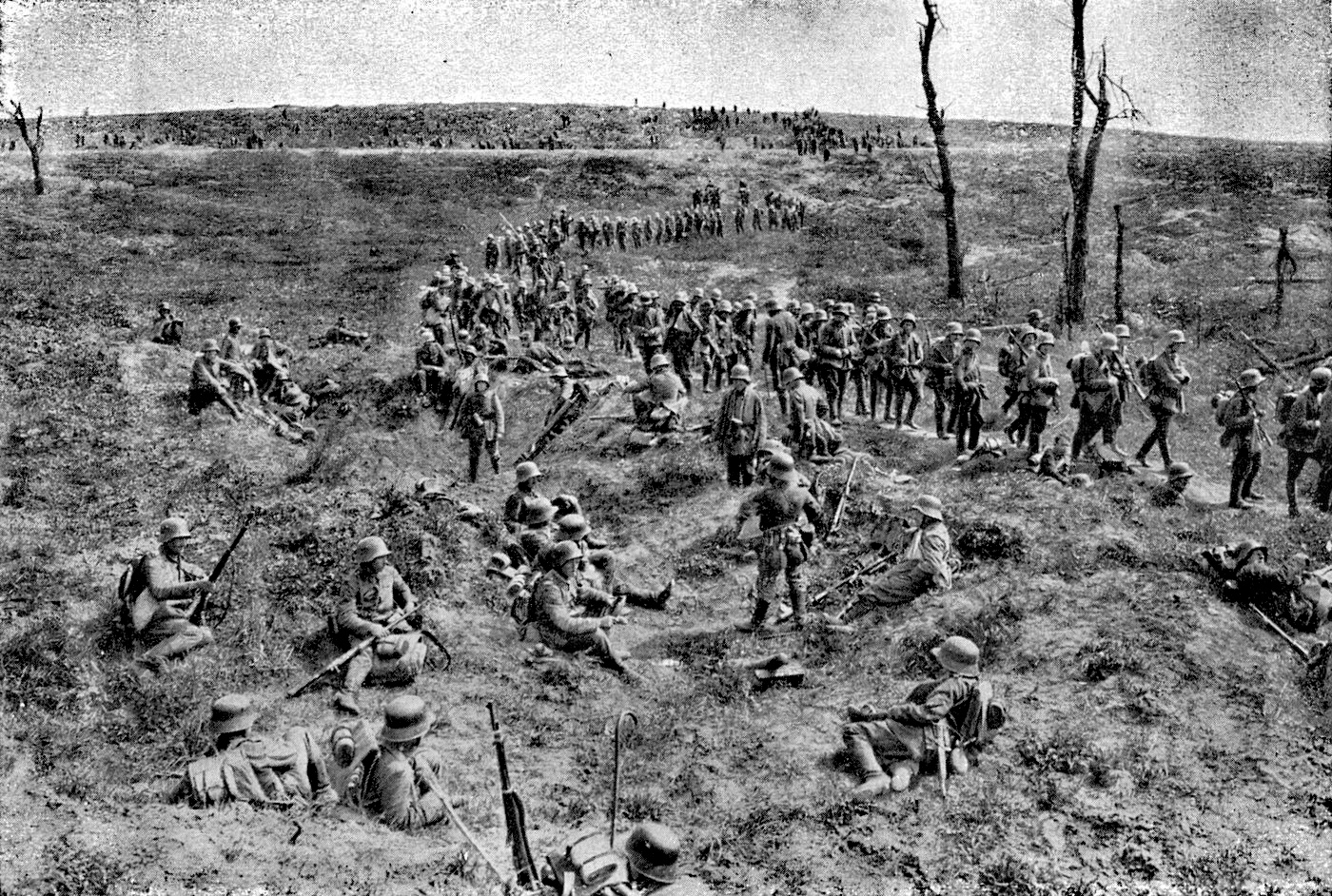
Немецкие войска наступают через пустошь, образовавшуюся в результате битвы на Сомме

Стратегическая наступательная операция «Михаэль» проводилась 21 марта — 5 апреля 1918 года на фронте Круазиль—Ла-Фер. Главный удар наносили 2-я и 17-я армии группы армий Кронпринца Баварского по английским 3-й и 5-й армиям, чтобы разъединить французские и английские силы, отбросив британцев к побережью Ла-Манша. Германская 18-я армия из состава группы армий Кронпринца Прусского обеспечивала ударную группировку с юга.
Прорыв немцев произошёл как раз к северу от линии разграничения французской и английской армий, что привело к трениям между военным командованием двух стран. Союзники решили эту проблему, назначив генерала Фоша координировать деятельность англичан и французов во Франции, а затем и главнокомандующим всеми союзными войсками. Первоначальный успех операции привел к тому, что немецкая пехота продвинулась слишком далеко от своих баз снабжения и железнодорожных плацдармов. Штурмовые части, возглавлявшие наступление, везли припасы лишь на несколько дней, чтобы не быть перегруженными, полагаясь при этом на припасы, доставляемые из тыла. Наступление было замедлено нехваткой снабжения, что дало союзным командирам больше времени для переброски подкреплений в район боевых действий, что ещё больше замедлило продвижение немецких войск. Трудности немцев со снабжением усугублялись направлением наступления, которое проходило через опустошённые земли, возникшие в результате битвы на Сомме в 1916 году и операция «Альберих», в ходе которой немцы использовали тактику «выжженной земли». 

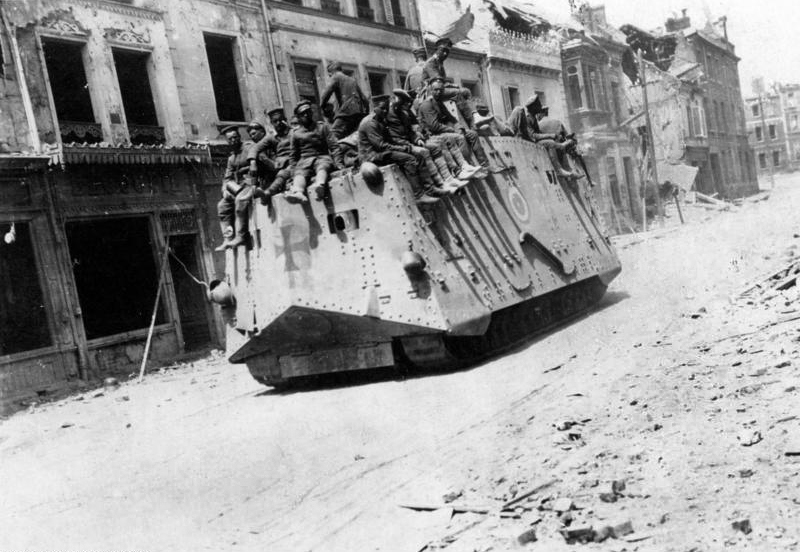
Немецкий танк в городе Руа (Сомма), 21 марта 1918 года

В ходе операции «Михаэль» германские войска добились крупных успехов, вклинившись в оборону союзных войск на 60 км на фронте в 70 км. Наибольших успехов добилась 18-я германская армия, которая за 16 дней боёв прошла 84 км, в среднем германские войска за день продвигались на 6 км. Несмотря на тактический успех, выполнить главную задачу немецким армиям не удалось, основная цель операции — расчленить союзные армии и уничтожить их — не была достигнута. Потери немецких войск составили 239 000 человек, многие из которых были опытными солдатами, действовавшими в составе штурмовых частей. Первоначальный подъём морального духа немцев вскоре сменился разочарованием, поскольку стало ясно, что наступление не принесло решающих результатов. Союзники потеряли почти 255 000 человек, 1 300 артиллерийских орудий и 200 танков. Всё это можно было заменить продукцией французских и британских заводов либо начавшими прибывать американскими подразделениями.
5 апреля, сразу после прекращения «Михаэля», Людендорф приказал командующим армиям немедленно приготовиться к проведению нового наступления во Фландрии с теми же целями, что и «Михаэль» — эта операция получила название «Жоржетта». В этот же день было принято решение в случае неудачи «Жоржетты» провести во Фландрии ещё одно, третье по счёту, наступление. Операция, на подготовку которой первоначально отводилось до трёх недель, получила название «Хаген». Она должна была превосходить (или по крайней мере быть равной по силам) операцию «Михаэль», но в силу различных обстоятельств германская армия так и не приступила к её выполнению.

### Операция «Жоржетта» (9 — 29 апреля)

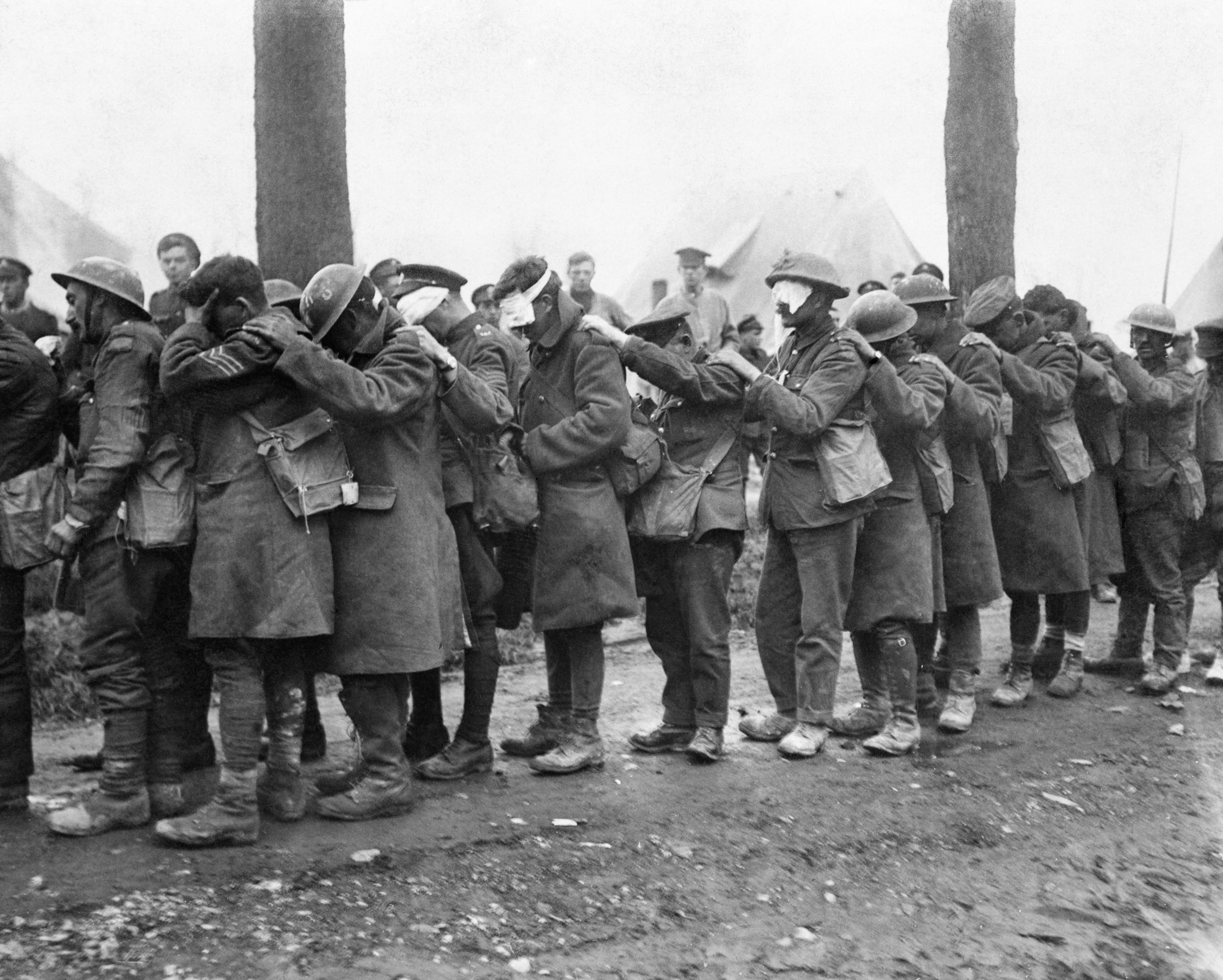
Солдаты британской 55-й дивизии, пострадавшие от газовой атаки, 10 апреля 1918 года

Битва на Лисе являлась продолжением операции «Михаэль». Предпринимая попытку прорыва в районе Лиса, германское командование рассчитывало превратить это наступление в «главную операцию» по разгрому английских войск. Парируя немецкие действия в ходе операции «Михаэль», союзники переместили большую часть своих войск для защиты Амьена, оставив уязвимыми железную дорогу через Азбрук и важные в стратегическом отношении порты Кале, Булонь и Дюнкерк. Успех немцев и захват этих портов мог бы привести к нарушению связи между Великобританией и Францией.
К началу наступления на участке прорыва немцами было сосредоточено 29 дивизий, 2208 орудий и 492 самолёта. Противостоявшие немцам английские войска имели 17 дивизий, 749 орудий, а также 80 танков. Таким образом, немцы превосходили противника по численности войск в 2 раза, по численности артиллерии в 3 раза. Наступление началось 9 апреля. Основной удар был нанесен по открытому и ровному участку, защищаемому Португальским экспедиционным корпусом. После целого года, проведенного в окопах, португальцы были истощены и понесли тяжёлые потери. Планировалось заменить корпус свежими британскими дивизиями, причём данную замену планировалось завершить 9 апреля, в тот же день, когда началась атака немцев. Процесс смены был плохо организован командованием британской 1-й армии, и португальская 1-я дивизия была выведена в тыл 6 апреля, оставив португальскую 2-ю дивизию защищать весь сектор в одиночку, на фронте шириной в 7 миль (11 км), без естественных препятствий, которые могли бы облегчить оборону.

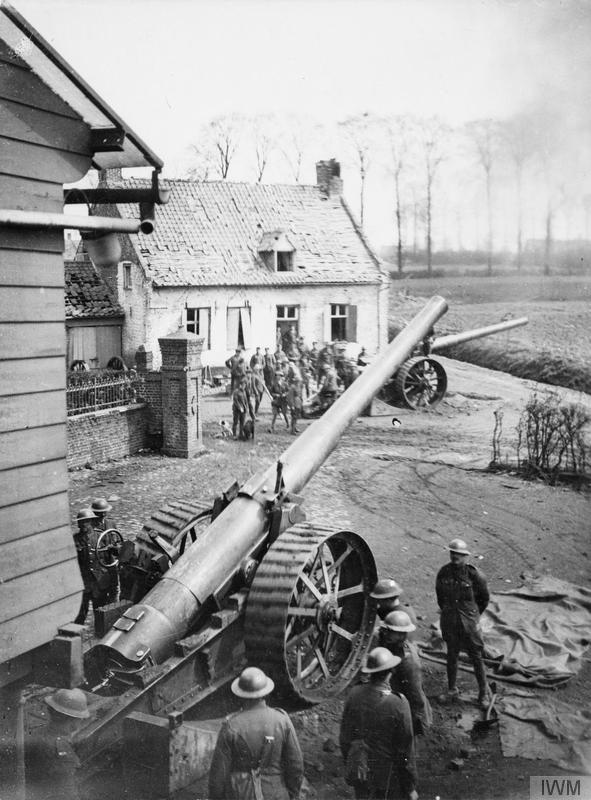
Артиллеристы 29-й осадной батареи артиллерии ведут огонь из 6-дюймового орудия Mark VII, 23 апреля 1918 года

Понеся большие потери от огня германской артиллерии и будучи атакованной восемью германскими дивизиями, португальская 2-я дивизия отчаянно оборонялась, пытаясь удержать свои позиции, которые, однако, были быстро захвачены германскими войсками. 2-я дивизия была практически уничтожена, потеряв более 7.000 человек. Британская 40-я дивизия, находившаяся на северном фланге португальцев, также была оттеснена на север, открыв брешь, которая ещё больше облегчила окружение португальцев. Однако под гораздо меньшим давлением немцев и занимая хорошие оборонительные позиции, защищенные каналом Ла-Бассе, британская 55-я дивизия на южном фланге португальцев смогла удержать большую часть своих позиций на протяжении всего сражения.
В обороне союзных войск образовалась брешь, к концу дня части германской армии продвинулись на 8 км и достигли реки Лис. 10 апреля немцы продолжили своё наступление на север, вынудив защитников Армантьера отступить, чтобы не попасть в окружение, и захватили большую часть Месенского хребта. К концу дня немногочисленные британские дивизии, находившиеся в резерве, с трудом удерживали линию вдоль реки Лис. За 2 дня германцы продвинулись на 12 км, до цели операции — французских портов — оставалось всего 24 км. Однако наступление немцев застопорилось из-за проблем с логистикой и растянутых флангов. С 12 апреля англо-французские войска начали контратаки против наступающих германских войск, и к 14-15 апреля наступление приостановилось, при этом последующие попытки германских войск продвинуться дальше не имели успеха. На заключительном этапе наступление приобрело характер отдельных боёв за улучшение тактического положения, и вечером 29 апреля Людендорф прекратил операцию.
Как и в случае с операцией «Михаэль», потери были примерно равны, каждая из сторон потеряла ранеными и убитыми примерно 110 000, но в немецких войсках большие потери понесли труднозаменяемые штурмовые отряды. Со стратегической точки зрения операция закончилась неудачей для немецкой армии — Азбрук и порты остались в руках союзников, английские войска не были разбиты, а на западном фронте у Армантьера образовался новый выступ глубиной 18 км, для защиты которого немецкие войска вынуждены были выделить дополнительные силы. В то же время союзники понесли тяжёлые потери, инициатива в ведении боевых действий продолжала оставаться в руках немцев.

### Операция «Блюхер-Йорк» (27 мая — 6 июня)

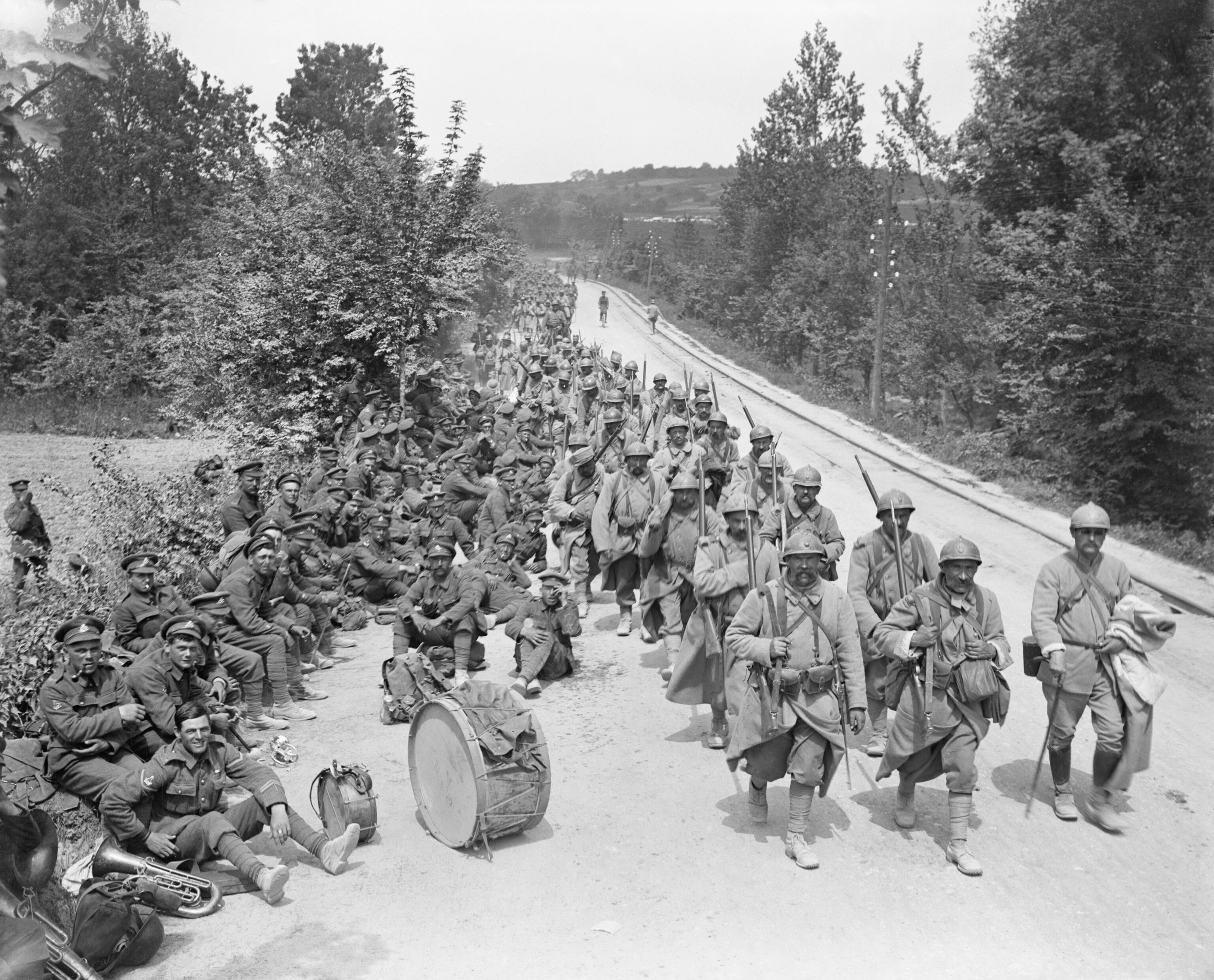
Французская пехота проходит мимо британского полкового оркестра, отдыхающего на обочине дороги. Пасси-сюр-Марн, 29 мая 1918 года

После четырёхнедельного перерыва германские войска предприняли новое наступление, на этот раз на центральном участке фронта. Германское командование планировало повторить успех первой фазы битвы на Марне (1914 год) и создать угрозу Парижу (от линии фронта до него было 92 километра). Стратегической целью операции было отвлечь внимание союзного командование от запланированного наступления во Фландрии (операция «Хаген»), угрозой Парижу заставить союзников перебросить на этот участок фронта как можно большее число войск и нанести им значительный урон. Германским войскам (1-я и 7-я армии) противостояли французские, британские и американские войска (6-я французская армия, 9-й британский корпус и две американские дивизии). С германской стороны было задействовано 29 германских дивизий, в том числе 17 в первой волне атак. В то же время командующий 6-й французской армией генерал Дени Огюст Дюшен в соответствии с устаревшей тактикой сосредоточил почти все свои резервы на линии фронта, что в решающий момент оставило его без свободных войск; британский корпус включал в свой состав в том числе 4 истощённых британских дивизий, которые отдыхали и получали пополнение на этом, как считалось, спокойном участке фронта.

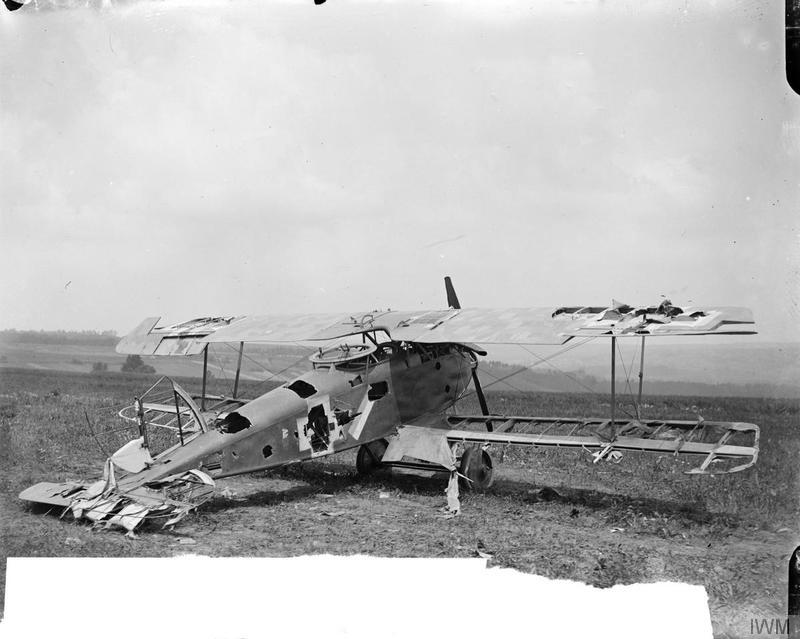
Повреждённый немецкий истребитель, вынужденный приземлиться в расположении британских частей, 29 мая 1918 года

Утром 27 мая более 4 тыс. орудий германской армии начали артиллерийскую подготовку, германские войска пошли в атаку, в результате чего фронт союзников на этом участке почти полностью рухнул. Через 3 дня после начала наступления немцы захватили 50 000 пленных и 800 орудий, к 3 июня германские войска приблизились к Парижу на расстояние до 56 км. Чтобы усилить панику в столице Франции и заставить командование союзников задействовать как можно больше подразделений для отражения немецкой атаки, германской армией была применена «Парижская пушка». Многие жители покинули город, правительство разрабатывало планы эвакуации в Бордо. Однако вскоре наступление стало затихать, наступавшим не хватало резервов, начались проблемы со снабжением, войска были утомлены. Союзники оказывали ожесточённое сопротивление, в бой вводились вновь прибывшие на Западный фронт американские войска. 6 июня германским войскам был дан приказ остановиться на реке Марне.
В очередной раз потери были почти одинаковыми с каждой стороны — 130 000 у Германии и 137 000 у союзников. Германские штурмовые отряды снова потеряли множество людей.

### Операция «Гнейзенау» (9 — 13 июня)
Хотя по планам германского командования операция «Блюхер-Йорк» должна была стать лишь отвлекающим манёвром и прелюдией к решающему наступлению немецких войск во Фландрии, неожиданный успех германской армии на центральном участке фронта привёл Людендорфа к мысли о продолжении «Блюхер-Йорка». Планировалось устранить угрозу правому флангу 7-й армии в районе Суассона, спрямить фронт между выступами у Амьена и Шато-Тьерри; стратегический смысл оставался всё тот же — выманить союзные войска из Фландрии и нанести им урон в преддверии «Хагена». На этот раз немцам не удалось создать значительного численного превосходства: 21 дивизии 18-й германской армии противостояли на 33-километровом фронте от Мондидье до Нуайона 15 дивизий и 4 танковые группы (160 танков) 3-й французской армии. Подготовка наступления велась спешно, без соблюдения необходимой секретности. Воздушная разведка французов вскрыла подготовку германцев. Эти данные подтверждались и показаниями пленных. Поэтому французское командование, учтя опыт третьей битвы на Эне, начало перевод основной массы войск 3-й армии на вторую позицию и отдало необходимые распоряжения о проведении артиллерийской контрподготовки.
9 июня ночью началась артподготовка и в 4 часа 20 минут германская пехота перешла в наступление. Немцы в течение первых двух дней вклинились во французское расположение на 10 км. До Компьена оставалось всего 7 км. Однако 11 июня 4 французские дивизии при поддержке 150 танков под командованием генерала Шарля Манжена контратаковали немцев и несколько потеснили их. 13 июня наступление 18-й германской армии было прекращено, не достигнув поставленной задачи. Потери немцев составили 30 000 человек, союзников — 35 000.

### Последние германские атаки (15 июля — 6 августа)

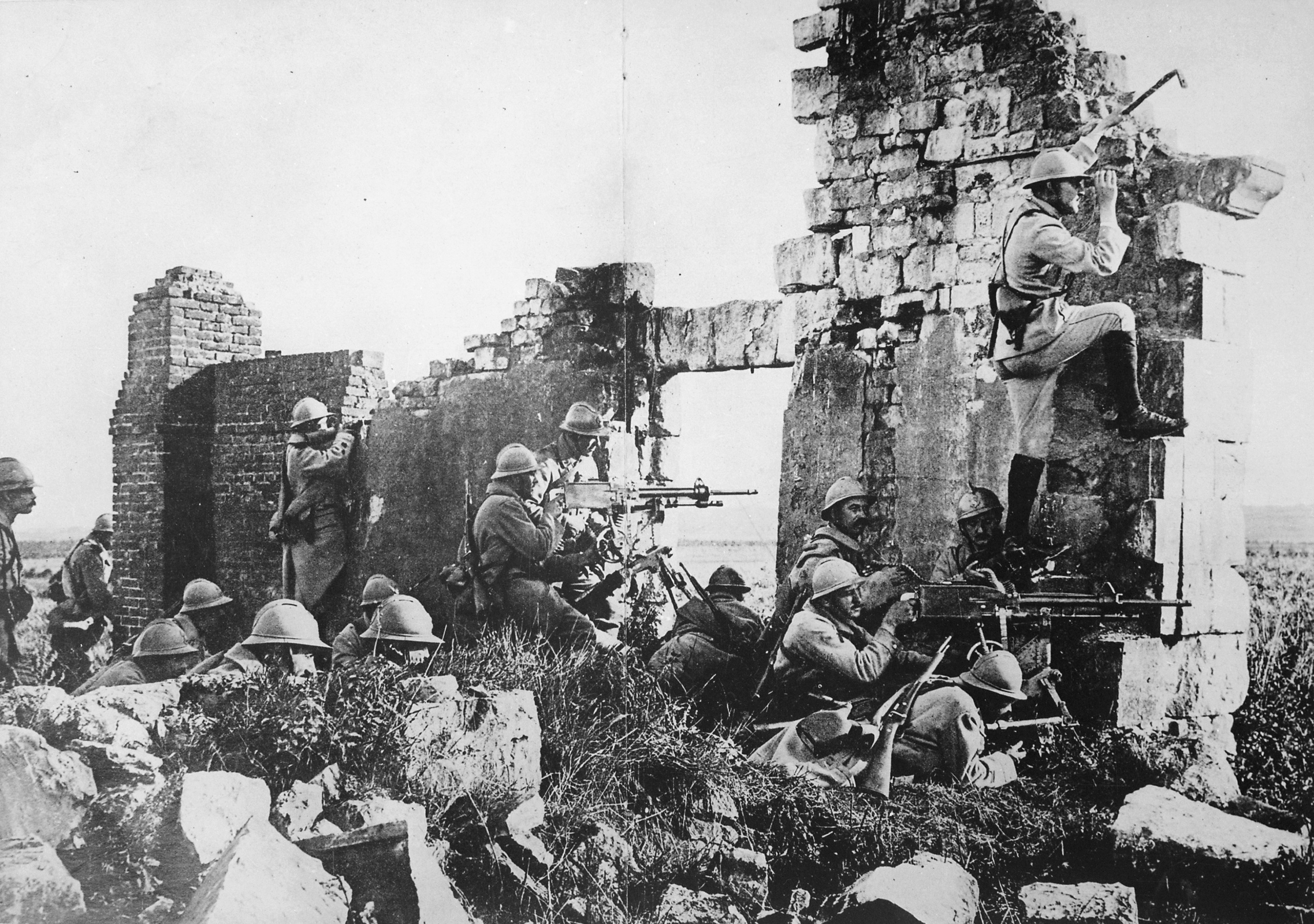
Французские солдаты генерала Анри Гуро в развалинах церкви близ Марны, 1918 год

Относительная неудача «Гнейзенау» заставила Людендорфа снова отложить «Хаген» и повторить наступление с теми же целями, что и во время «Гнейзенау». Сражение началось 15 июля, когда 23 немецкие дивизии 1-й и 3-й армии атаковали 4-ю французскую армию к востоку от Реймса. В это же время 17 дивизий 7-й немецкой армии при поддержке 9-й армии атаковали 6-ю французскую армию западней Реймса. Атаки германских войск были неудачны, так как третья операция подряд на одном и том же секторе фронта лишила атаки элемента внезапности и французы подготовили серьёзные оборонительные позиции, учтя при этом опыт предыдущих сражений. Истощённые за время практически непрерывных боёв германские войска, лишённые к тому же поддержки с воздуха (военно-воздушные силы Германской империи испытывали нехватку топлива), только на некоторых участках прорвали первую линию французской обороны, нигде не продвинувшись дальше второй линии.

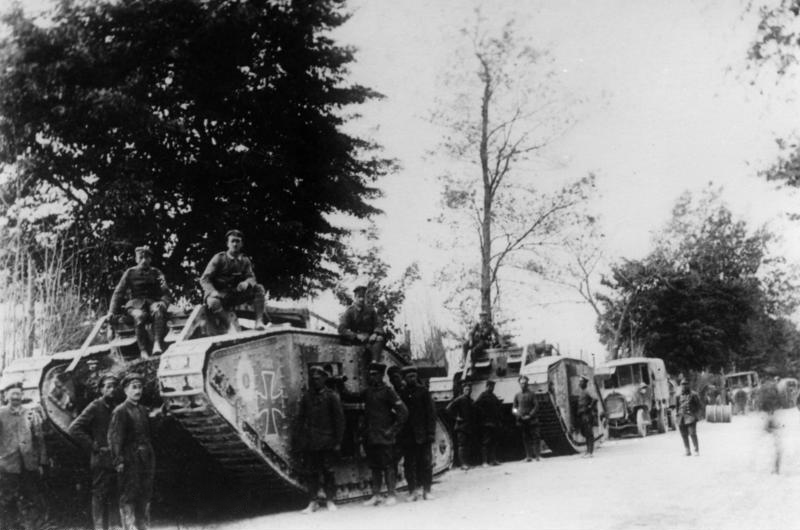
Немецкие танки (захваченные британские Mark IV) между Эной и Марной, 15-17 июля 1918 года

После остановки германского наступления французы 18 июля начали контрнаступление, в ходе которого 24 французские дивизии при поддержке союзников атаковали образовавшийся выступ линии фронта. 20 июля германское командование отдало приказ об отступлении, и немцы вернулись на позиции, которые они занимали до начала Весеннего наступления. К 6 августа контратаки союзников были остановлены, однако поражение Германии повлекло за собой отказ от вторжения во Фландрию и стало первой из серии побед союзников, которые завершили войну. В ходе битвы немцы потеряли 139 000 человек убитыми и ранеными, союзники — 165 000.

## Итоги операции

### Оперативные

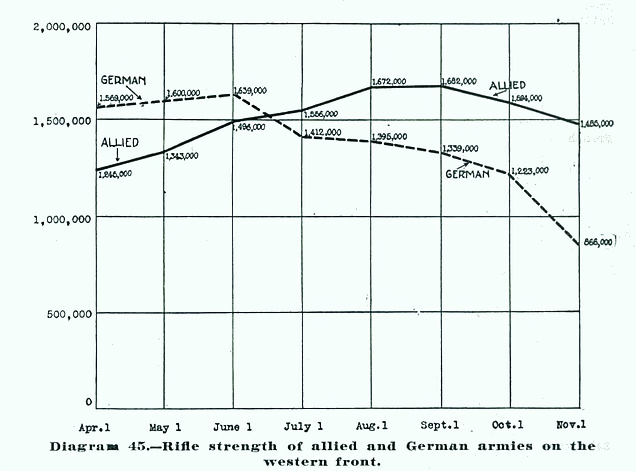
График, показывающий изменение численности германской и союзных армий с апреля по ноябрь 1918 года

В ходе наступления германская армия заняла значительные территории, однако стратегические цели операции не были достигнуты, к тому же немецкие войска были сильно истощены и находились на открытых позициях. Расположение германской армии представляло собой ряд выступов, которые значительно увеличили длину линии фронта. За шесть месяцев боёв численность немецкой армии сократилась с 5,1 миллиона солдат до 4,2 миллиона. К июлю соотношение сил на Западном фронте составляло 207 дивизий немцев против 203 дивизий Антанты, но незначительное преимущество немецких войск вскоре было нивелировано прибытием американских войск, немецкие же резервы были практически полностью истощены. Немецкое командование полагало, что армии нужно 200 000 человек в месяц, чтобы компенсировать понесённые потери. Постепенное возвращение в строй раненных солдат могло обеспечить около 70 000–80 000 человек в месяц, но в ежегодном мобилизационном эшелоне было только 300 000 новобранцев. Что было ещё хуже, немецкие войска потеряли большинство наиболее опытных солдат, которые действовали в составе штурмовых групп, которые несли основные потери. К этому следует добавить, что подкреплений требовал и Восточный фронт, где в это время находилось около 1 000 000 солдат германской армии.
Союзникам был нанесён тяжёлый удар, но они не потеряли способности проводить операции. Отсутствие единого командования было частично исправлено назначением единым командующим генерала Фоша, и в дальнейшем координация действий войск союзников значительно улучшилась. Причинами неудачи немецких войск явились: утрата внезапности удара, умелая организация французами гибкой и глубоко эшелонированной обороны, которую немцы своевременно не вскрыли и встретить не ожидали, а также отсутствие решающего превосходства в силах в связи с тем, что одновременно с наступлением на Марне готовилось наступление во Фландрии. Хорошо организовав форсирование Марны, германское командование в ходе наступления, вследствие постоянных налетов союзной авиации и огня артиллерии, испытывало значительные затруднения в питании операции на южном берегу реки.
В ходе операции американские войска впервые действовали подразделениями большой численности и в качестве самостоятельных формирований.

### Стратегические
Весеннее наступление было последней попыткой Германской империи переломить течение войны в свою пользу. Моральный дух Германской имперской армии снизился, хотя серьёзных нарушений дисциплины ещё не было. В дальнейшем германская армия могла только обороняться, хотя и была в состоянии избежать полного развала линии фронта, достаточно успешно действуя в ходе Мёз-Аргоннского наступления.
После провала наступления германский Генштаб окончательно убедился в неизбежном проигрыше войны. В этот момент военное руководство стало пытаться передать власть в стране (и переложить ответственность) в руки оттеснённого ими ранее от принятия решений политического руководства. Также Весеннее наступление стало причиной распространения легенды об ударе ножом в спину, так как с формальной точки зрения германская армия в этой операции достигла успехов.

## Причины неудачи германской армии

### Оперативные ошибки немецкого командования
Решение Людендорфа об усилении подразделений, столкнувшихся с наиболее упорным сопротивлением, привело к неверному, как потом оказалось, развёртыванию сил на фронте. Результаты последующих войн показали, что для максимизации эффекта наступления следует усилить только те отряды, которые достигли наибольшего продвижения. В результате этого решения манёвр резервами был сильно затруднён, поскольку были усилены только войска первой линии, к тому же в ходе наступления не было задействовано никаких новых подразделений. Всё это постепенно привело к усталости и потере боеспособности немецких войск. Кроме того, немецкое командование явно фиксировалось на доктрине прорыва, что возымело негативные последствия. Германский Генштаб педантично и чётко спланировал действия немецких войск, но только до якобы решающей цели — удара по линиям противника, при этом не было создано планов на случай непредвиденных обстоятельств.

### Тактические ошибки немецкого командования
В ходе наступления немецкие войска использовали новую тактику, предложенную генералом Оскаром фон Гутьером. Однако новая тактика использовалось ограниченно и не была ещё полностью отработана. Например, продолжительность артиллерийского удара перед атакой сократилась, но всё равно была достаточно продолжительной, как и в начале войны. В то время как пехотные офицеры низшего звена не контролировались вышестоящими командирами и могли действовать относительно свободно, артиллерийская подготовка велась в соответствии с заранее согласованным планом, что делало её исключительно негибкой. В результате, если пехота продвигалась слишком медленно, огневой вал начинал всё больше и больше её опережать, что приводило к парадоксальному результату: именно там, где пехота испытывала трудности в преодолении вражеских укреплений, поддержка артиллерии была минимальной.

### Расшифровка немецкой радиосвязи
С 1 марта 1918 года немецкие военные для кодирования своих радиосообщений начали использовать шифр ADFGX (с 1 июня шифр был усложнён и стал называться ADFGVX). Несмотря на первоначальные неудачи в расшифровке, французскому криптоаналитику Жоржу Пенвену в апреле 1918 года удалось взломать шифр и прочитать немецкие радиосообщения. Таким образом, французы заранее знали о действиях немецкой армии и могли действовать соответствующим образом

### Условия снабжения немецкой армии; эпидемия испанского гриппа
В последний год войны армия Германской империи, как и вся страна, испытывала огромные трудности со снабжением — солдаты страдали от недоедания, всё большую часть экипировки и питания немецких солдат составляли низкокачественные эрзац-продукты. При этом германское командование в пропагандистских целях утверждало, что войска Антанты в результате неограниченной подводной войны испытывают те же проблемы. Когда в ходе наступления немецкие солдаты обнаружили, что противник снабжается намного лучше них и более качественными продуктами, это сильно повлияло на моральное состояние немецких солдат, которые часто предпочитали грабить вражеские склады, а не участвовать в атаке.
В апреле первая вспышка испанского гриппа произошла в войсках Антанты, а затем и среди германских войск. Три четверти французских, половина британских вооружённых сил и около 900 000 солдат германской армии заболели и были выведены из строя.